# José Manuel Esnal
José Manuel Esnal, mest känd som Mané, född 25 mars 1950 i Balmaseda i Spanien, är en spansk fotbollstränare som för närvarande är manager för RCD Espanyol i La Liga.
Mané har tidigare tränat bl.a. Lleida, Mallorca, Deportivo Alavés och Athletic Bilbao. Hans kanske bästa säsong hittills gjordes hos Deportivo Alavés där han först tog upp dem till Primera División efter 40 års frånvaro. 2001 tog han Alavés till finalen i UEFA-cupen, där man förlorade med 4–5 mot Liverpool. Samma år blev han utsedd till årets tränare av sporttidningen Don Balón.

## Espanyol
1 december 2008 blev det klart att Mané tar tränarjobbet hos Espanyol, som då hotades av nedflyttning från högsta divisionen i La Liga. Hans uppdrag påbörjades 3 december och den första matchen med klubben spelades 7 december borta mot Real Betis. Matchen slutade 1–1 sedan Espanyol vände ett 1–0-underläge tack vare inhoppande Coro.
I slutet av januari 2009, efter mindre än två månader hos Espanyol, fick Mané sparken från tränarjobbet. Under hans korta tid i klubben lyckades man bara få tre oavgjorda och tre förlorade matcher.

## Fotnoter
1. ↑  ”Mané - José Manuel Esnal”. ELPAÍS.com. 19 juni 2007. http://www.elpais.com/todo-sobre/persona/Mane/964/. Läst 7 december 2008.[död länk]
2. ↑  ”Liverpool prevail in nine-goal thriller”. UEFA. 2 januari 2006. http://www.uefa.com/competitions/UEFACup/history/Season=2000/intro.html. Läst 7 december 2008.
3. ↑  ”Spain - Footballer of the Year”. RSSSF. 28 januari 2004. http://www.rsssf.com/miscellaneous/spanpoy.html. Läst 7 december 2008.
4. ↑  ”Mané – new Espanyol coach”. RCD Espanyol. 2 december 2008. Arkiverad från originalet den 19 augusti 2014. https://web.archive.org/web/20140819085202/http://www.rcdespanyol.com/ingles/index.php?modulo=detalleNoticia&idnoticia=279&idseccion=28&Amenu=detalleNoticia. Läst 7 december 2008.
5. ↑  ”Espanyol hires Esnal to lead Spanish club”. International Herald Tribune. 1 december 2008. Arkiverad från originalet den 26 april 2013. https://archive.is/20130426155134/http://global.nytimes.com/?iht. Läst 7 december 2008.
6. ↑  ”Real Betis Balompié 1 - 1 Espanyol”. Yahoo! Sport. 7 december 2008. Arkiverad från originalet den 10 december 2008. https://web.archive.org/web/20081210085351/http://uk.eurosport.yahoo.com/football/la-liga/2008-2009/betis-espanyol-242202.html. Läst 12 december 2008.
7. ↑  ”Strugglers Espanyol sack Mane”. Football.co.uk. 20 januari 2009. http://www.football.co.uk/espanyol/strugglers_espanyol_sack_mane_276956.shtml. Läst 21 februari 2009.